# Яковлева, Ольга Владимировна
Ольга Владимировна Яковлева (15 июня 1986, Вологда — 8 августа 2010, Южное, Одесская область) — российская баскетболистка, выступавшая в амплуа центровая. Двукратный обладатель серебряных наград Универсиады. Мастер спорта России международного класса.

## Биография
Яковлева Ольга родилась в многодетной семье, имела 3 братьев и 2 сестёр. Уже с шестого класса она обратила внимание тренеров на себя своим ростом. В 14 лет Олю пригласили в команду «Вологда-Чеваката» (Вологда), здесь она сыграла первые матчи на взрослом уровне. В 2004 году стала Чемпионкой Европы по баскетболу среди юниорок, отыграв все 8 игр. На молодёжном чемпионате мира в Тунисе (2005) она вместе с командой вошла в четвёрку лучших команд, "звёздным" часом для Ольги стала четвертьфинальная игра со сборной Испании (79:62), где благодаря её отличной игре (15 очков, 9 подборов, 3 передачи) сборная Россия вышла в полуфинал. В 2006 году Ольгу номинировали на ежегодную премию за достижения в области российского баскетбола «Золотая корзина-2005» в категории «Лучшая молодая баскетболистка России».
Начиная с сезона 2005/06 Яковлева становится основной баскетболисткой вологодской команды, с которой два года подряд доходила до 1/4 финала в кубке Европы. В составе университетской сборной Оля стала серебряным призёром Универсиады – 2007 в Таиланде. Тем неожиданнее стал её уход в команду аутсайдера – питерский «Спартак». В Санкт-Петербурге она была лидером команды, набирала больше всех очков, больше всего времени проводила на площадке. В 2009 году она снова вернулась в Вологду за победами, попутно опять став серебряным призёром на Универсиаде – 2009 в Сербии. В последнем сезоне (2009/10) Ольга провела с командой все 23 игры Чемпионата России (31 минута в среднем – 2-й показатель в команде), набрав при этом 10 очков в среднем за матч.
Оля была самой талантливой молодой центровой в России, кандидатом в сборную России. Многие специалисты пророчили, что она придёт на смену Марии Степановой. 
Трагедия случилась 8 августа 2010 года на учебных сборах команды «Вологда-Чеваката» в украинском городе Южный. Оля после тренировки отправилась в бассейн, она нырнула и поплыла. Доплыв до лестницы, она вскинула руки, по телу пошли судороги, и Оля пошла под воду. Спасатели вытащили её на бортик и стали приводить в чувство, через пять минут приехали врачи «скорой помощи», но спасти Яковлеву не удалось. Вскрытие показало, что в легких баскетболистки была вода, в остальном же её организм был совершенно здоров. Причиной смерти стал сердечный приступ. Похороны прошли 12 августа 2010 года в поселке Кувшиново, где похоронены родители Ольги. На гражданское прощание пришли родные и близкие Ольги, её одноклубницы, болельщики команды. Почтить память спортсменки приехали и футболисты из клуба «Динамо».

## Достижения
- Чемпион Европы по баскетболу среди девушек (до 18 лет): 2004
- Серебряный призёр Универсиады: 2007, 2009
- Четвертьфиналист Кубка Европы ФИБА: 2006, 2007.